# Los Campeches, Tigaiga y Ruiz
Los Campeches, Tigaiga y Ruiz este o arie protejată (arie specială de conservare — SAC, sit de importanță comunitară — SCI) din Spania întinsă pe o suprafață de 543,5 ha, integral pe uscat.

## Localizare
Centrul sitului Los Campeches, Tigaiga y Ruiz este situat la coordonatele 28°22′18″N 16°36′49″W / 28.3717°N 16.6137°V.

## Înființare
Situl Los Campeches, Tigaiga y Ruiz a fost declarat sit de importanță comunitară în octombrie 1999 pentru a proteja 3 specii de plante. Situl a fost protejat și ca arie specială de conservare în ianuarie 2010.

## Biodiversitate
Situată în ecoregiunea , aria protejată conține 9 habitate naturale: Tufărișuri termo-mediteraneene și de pre-deșert, Păduri de pin endemic canariene, Păduri endemice cu Juniperus spp., Pante stâncoase silicioase cu vegetație casmofită, Faleze cu floră endemică de pe coastele macaroneziene, Galerii și tufărișuri riverane sudice (Nerio-Tamaricetea și Securinegion tinctoriae), Păduri macaroneziene de dafin (Laurus, Ocotea), Pajiști macaroneziene cu vegetație endemică, Păduri de Olea și Ceratonia.
La baza desemnării sitului se află mai multe specii protejate de  plante (3): Limonium arboreum, Sambucus nigra subsp. palmensis, Woodwardia radicans.